# Смешок (Доктор Кто)
«Смешок» (англ. The Giggle) — третья и заключительная серия среди специальных выпусков к 60-летию британского телесериала «Доктор Кто». Премьера состоялась 9 декабря 2023 года на телеканале BBC One в Великобритании и на стриминговом сервисе Disney+ в остальном мире. Сценарий к данному эпизоду написал главный сценарист и исполнительный продюсер Расселл Ти Дейвис, в качестве режиссёра выступила Чания Баттон.
Роль Четырнадцатого Доктора исполнил актёр Дэвид Теннант, который ранее уже появлялся в сериале в качестве десятого воплощения персонажа, роль его спутницы Донны Ноубл исполнила Кэтрин Тейт. В серии состоялось первое появление Шути Гатвы в роли Пятнадцатого Доктора.

## Сюжет
В лондонском Сохо 1925 года ассистент инженера Джона Лоуги Бэрда покупает куклу Стуки Билл в магазине у эксцентричного немецкого игрушечника для испытаний нового изобретения — механического телевидения.
В наше время после того, как Четырнадцатый Доктор и Донна Ноубл увидели хаос на улицах Лондона, их забирает в свою штаб-квартиру ЮНИТ. Доктор воссоединяется с Ширли Бингэм, Кейт Летбридж-Стюарт и бывшей спутницей Мелани Буш. С помощью существа по имени Влинкс сотрудники ЮНИТ получили иммунитет с сигналам, которые сводят человечество с ума. На Донну и Мэл сигналы не действуют из-за путешествий в ТАРДИС. Ширли выясняет, что сигнал берёт начало от видеозаписи Стуки Билла в 1925 году. Доктор и Донна отправляются туда на ТАРДИС.
Они находят магазин игрушек и Доктор узнаёт в мужчине с немецким акцентом Игрушечника, который был побеждён Доктором в игре много лет назад. Игрушечник мучает страхами Доктора и Донну в своём лабиринте. Игрушечник рассказывает Донне о жизни Доктора после его путешествий с ней, усиливая тем самым у Доктора чувство вины, а также говорит о том, что выиграл в игру у Мастера и поместил его в свой золотой зуб. Игрушечник выигрывает у Доктора в карточной игре, но Доктор утверждает, что они сравняли счёт, поскольку он выиграл при их самой первой встрече. Игрушечник соглашается на решающую третью игру и отправляется в 2023 год, куда за ним вслед летят Доктор и Донна.
Игрушечник появляется в штаб-квартире ЮНИТ и берёт контроль над их гальваническим лучом. Поскольку до этого он играл с двумя разными инкарнациями Доктора, он требует для третьей игру новую и выстреливает в Доктора, запуская регенерацию. Ко всеобщему удивлению, Доктор разделяется на две инкарнации посредством «бигенерации». Четырнадцатый и Пятнадцатый Доктора вызывают Игрушечника на игру в ловлю мяча. Доктора побеждают и изгоняют злодея из нашей реальности, поместив его останки в ящик, но тот успевает пригрозить им приходом своих легионов. Некто подбирает оставшийся золотой зуб.
Донна выдвигает теорию, что лицо Четырнадцатого Доктора вернулось, потому что он вымотан из-за эмоциональных травм, и что ему следует остановиться и отдохнуть, но тот не может просто покинуть ТАРДИС. Пятнадцатый Доктор, используя остатки энергии Игрушечника, создаёт вторую ТАРДИС, идентичную первой, и отправляется в путешествия. Четырнадцатый Доктор остаётся на Земле с Мэл, Донной и её семьёй.

## Производство
Сценарий серии написал шоураннер сериала Расселл Ти Дейвис. Режиссёром третьего спецвыпуска стала Чания Баттон. Съёмки трёх спецвыпусков начались в мае и закончились в конце июля 2022 года.

### Актёрский состав
Дэвид Теннант и Кэтрин Тейт вернулись в сериал на время спецвыпусков к 60-летию сериала в ролях Четырнадцатого Доктора и Донны Ноубл. Шути Гатва впервые появился в роли Пятнадцатого Доктора. В июне 2022 года стало известно, что Нил Патрик Харрис сыграет злодея, а в сентябре 2023 года было подтверждено, что это будет Игрушечник, персонаж, который в последний раз появлялся в серии «Небесный игрушечник» (1966) и был сыгран Майклом Гофом.
В серии вернулись Джемма Редгрейв и Бонни Лэнгфорд в ролях Кейт Летбридж-Стюарт и спутницы Шестого и Седьмого Доктора Мелани Буш. В последний раз обе появлялись в спецвыпуске «Сила Доктора» (2022). Также из первого спецвыпуска 2023 года «Звёздный зверь» вернулась Рут Мэдли в роли Ширли Энн Бингэм. Уилфред Мотт был сыгран в серии дублёром после того, как в прошлой серии его сыграл Бернард Криббинс. Из-за кончины актёра Расселл Ти Дейвис планировал прописать и смерть персонажа, но его отговорил продюсер Фил Коллинсон.

## Показ и критика
| Агрегированные оценки            | Агрегированные оценки |
| Источник                         | Рейтинг               |
| -------------------------------- | --------------------- |
| Rotten Tomatoes (Tomatometer)    | 100 %                 |
| Rotten Tomatoes (средняя оценка) | 8,1/10                |
| Оценки критиков                  |                       |
| Источник                         | Рейтинг               |
| Empire                           | [ 8 ]                 |
| Evening Standard                 | [ 9 ]                 |
| i                                | [ 10 ]                |
| The Guardian                     | [ 11 ]                |
| The Independent                  | [ 12 ]                |
| The Telegraph                    | [ 13 ]                |

### Показ
Премьера серии была 9 декабря 2023 года в качестве третьего и заключительного спецвыпуска 2023 года к 60-летию сериала.

### Рейтинги
Серия привлекла за вечер 4,62 миллионов телезрителей Великобритании и заняла третье место за день в стране после программ «Strictly Come Dancing» и «Я знаменитость, заберите меня отсюда!» Спустя неделю консолидированный рейтинг составил 6,85 миллионов зрителей, и серия заняла десятое место среди выпусков недели или третье место среди уникальных телепрограмм на британском телевидении после выпусков «Strictly Come Dancing» и «Я знаменитость, заберите меня отсюда!». Серия получила индекс оценки зрителей в 85 из 100, что является самым высоким показателем с серии «Будь вечны наши жизни» (2017).

### Критика
На сайте-агрегаторе рецензий Rotten Tomatoes 100 % из 14 критиков дали положительные отзывы со средней оценкой 8,1 из 10. Консенсус критиков на сайте гласит: «Завершая повторную роль Дэвида Теннанта, „Смешок“ преображает регенеративную причуду и дарит фанатам лучшее из обоих миров».

## На других носителях

### На DVD и Blu-Ray
На DVD и Blu-Ray «Смешок» вышел 18 декабря 2023 года вместе с остальными спецвыпусками к 60-летию «Доктора Кто».

### Новелизация
Известно, что в рамках цикла книг Target Collection готовится издание печатной версии эпизода под авторством Джеймса Госса. Книга появится в продаже 11 января 2024 года.